# Karl Giese
Karl Giese (18 d'octubre de 1898, Berlín – 16 de març de 1938, Brno) va ser un arxiver i conservador de museus alemany. Va ser company de vida de Magnus Hirschfeld junt amb Tao Li (o Li Shiu Tong 李兆堂).

## Vida i obra
Giese provenia d'una família obrera i era estudiant quan, cap al 1918, va conèixer a Magnus Hirschfeld després d'una conferència a Múnic. Es diu que Hirschfeld va ser greument ferit per "hooligans nacionalistes" i Giese va acudir en la seva ajuda. Karl Giese és acreditat com a actor a la pel·lícula de 1919 Anders als die Andern, sota el nom de Paul Körner en un paper d'estudiant. Més tard esdevingué col·laborador i, finalment, amant de Hirschfeld. Va assumir la direcció de l'arxiu de l'⁣Institut für Sexualwissenschaft de Berlín. Hirschfeld va descriure la relació com una "connexió física i espiritual". Al saló de Hirschfeld, Giese va mantenir relacions amistoses amb l'arqueòleg Francis Turville-Petre i l'escriptor Christopher Isherwood. També va donar conferències, dissenyar exposicions i escriure articles.
Giese estava interessat en el teatre i la interpretació i ell mateix va formar part d'un grup de teatre ("Theater der Eigene").
El 1932, quan Hirschfeld no va tornar a Alemanya del seu viatge al voltant del món, Giese va anar a trobar-lo. Va adonar-se que Hirschfeld havia trobat una altra parella en Li Shiu Tong, un estudiant de medicina de 23 anys. A l'exili a França, van dirigir llavors un ménage à trois.
Després que els llibres de l'Institut de Ciències Sexuals van ser víctimes de la crema de llibres, Giese es va quedar a Brno durant uns mesos el 1933 i va intentar adquirir-hi còpies. Aquí també es va posar en contacte amb la revista Nový Hlas⁣: list pro sexuální reformu (Nova veu: REvista per la Reforma Sexual). Les contribucions de Hirschfeld i Giese van aparèixer finalment en aquesta revista.
Després d'un "afer en un establiment de bany" l'octubre de 1934, se li va demanar a Giese que abandonés França. Va anar a Viena i hi va viure un any. Després de la mort de Hirschfeld el 1935, va aconseguir tornar a Niça pel funeral. Dos mesos abans de la seva mort, Hirschfeld havia nomenat els seus dos amants, Li Shiu Tong i Karl Giese, com els seus únics hereus. Tanmateix, això estava relacionat amb la condició que la seva herència no s'hauria d'utilitzar per a ús personal, sinó amb finalitats de recerca sobre sexologia. Karl Giese va ser guardonat amb la biblioteca i aquells articles que havien estat "rescatats d'Alemanya amb la seva ajuda" de l'institut. Tanmateix, no va aconseguir fer-se amb tota la part material de l'herència. El 1936 Giese es va traslladar a Brno i va viure uns mesos amb l'advocat Karel Fein, però després es va traslladar al seu propi apartament.
Karl Giese es va suïcidar a Brno el març de 1938 després de l'⁣annexió d'Àustria. El seu hereu, Karel Fein, va ser deportat i assassinat pel règim nazi el 1942. Des de llavors, la seva propietat i també el llegat de Hirschfeld han desaparegut.

## Record
Rosa von Praunheim ret homenatge a Giese a la seva pel·lícula dramàtica Der Einstein des Sexes (1999).

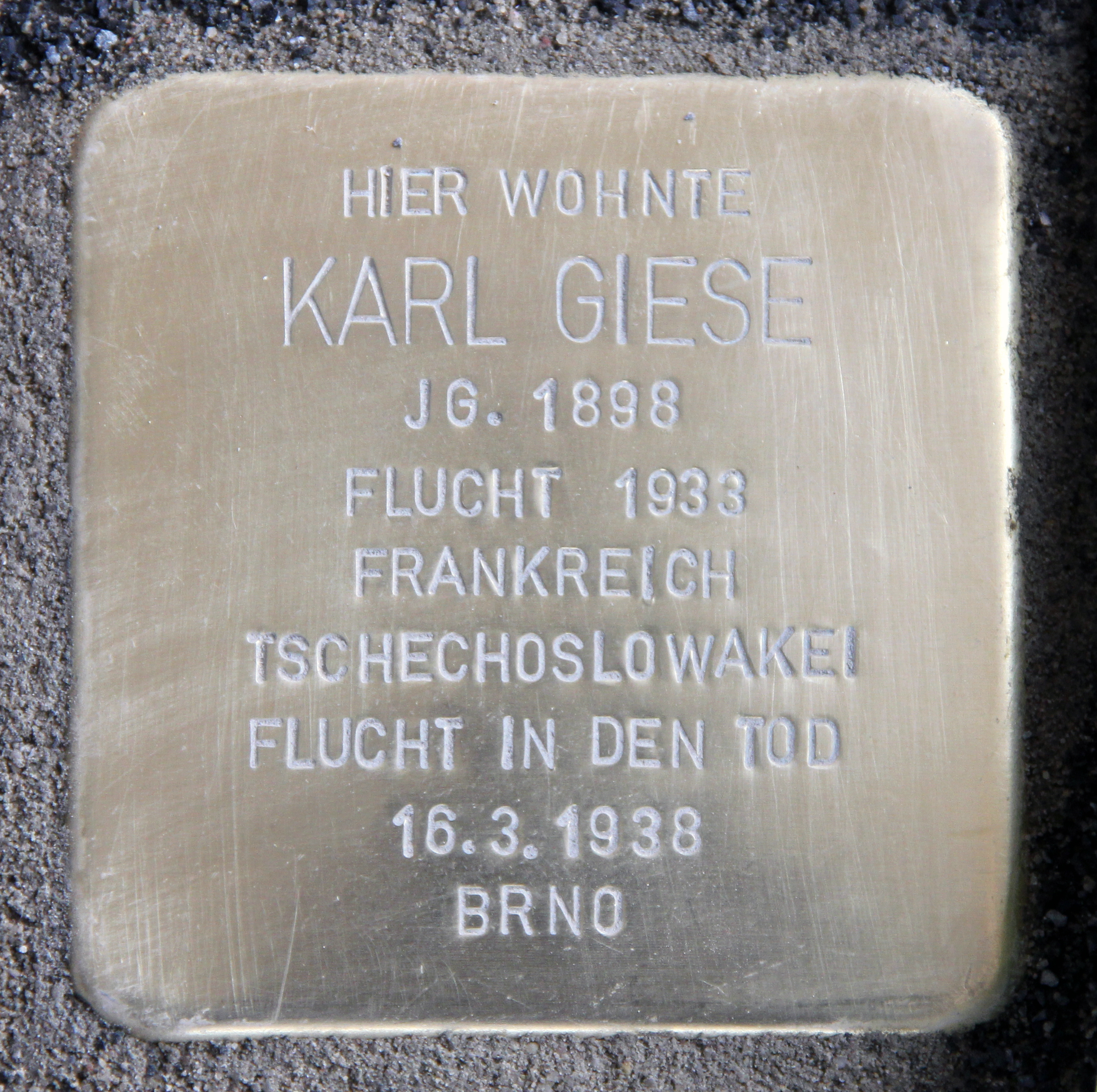
Stolperstein dedicada a Karl Giese, al carrer John-Foster-Dulles-Allee 10, a Berlín-Tiergarten

El dia 9 El febrer de 2016, es va col·locar una Stolpersteine amb les dates de la seva vida davant del seu antic lloc de residència a Berlin-Tiergarten, al carrer John-Foster-Dulles-Allee número 10.

## Cita
| «                                                                  | (alemany) Dieser engagierte, ernsthafte, intelligente Veteran im Kampf um die sexuelle Freiheit (besaß) eine außergewöhnliche Unschuld‘, erinnert sich Isherwood, Christopher sah in ihm den derben Bauernjungen mit dem Herzen eines Mädchens, der sich vor langer Zeit in Hirschfeld, seine Vaterfigur, verliebt hatte. Er nannte ihn ja auch seinen „Papa“. | (català) "Aquest veterà entregat, seriós i intel·ligent de la lluita per la llibertat sexual tenia una innocència excepcional", recorda Isherwood, quan Christopher el veia com el noi de granja contundent amb un cor de noia que fa temps es va enamorar de Hirschfeld, la seva figura paterna. També l'anomenava el seu "pare". | » |
| — Christopher Isherwood, Willkommen in Berlin (Berlin 2008, S. 29) | | |   |

## Publicacions
- Die Homosexuellenmorde (1934), In: Capri 49, Zeitschrift für schwule Geschichte